# Шарапов, Василий Андреевич
Васи́лий Андре́евич Шара́пов (12 апреля 1905, Ново-Николаевск, Томская губерния — февраль 1952) — советский государственный и партийный деятель, заместитель народного комиссара заготовок СССР (1940—1945), первый секретарь Курганского областного комитета ВКП(б) (1945—1947), председатель исполнительного комитета Новосибирского областного Совета депутатов трудящихся (1940).

## Биография
Родился 12 апреля 1905 года в семье рабочего в городе Ново-Николаевске Томского уезда Томской губернии.
В 1917 году после окончания двухклассного городского училища пошёл работать чернорабочим на кирпичный завод, где проработал 3 года.
В 1921 году был избран ответственным секретарём губернского, а затем — Сибирского краевого профсоюза строителей.
С 1923 года член РКП(б), в 1925 году партия переименована в ВКП(б), в 1952 году — в КПСС.
В 1925—1927 гг. — секретарь комитета РКП(б)/ВКП(б) окружного Союза потребительских обществ.
В 1927—1930 гг. — учёба в Урало-Сибирского коммунистическом университете. После ее окончания был направлен руководителем пропагандистской группы ЦК ВКП(б) в Уральскую область, а затем — в Восточно-Сибирский край.
В 1931 году назначен заведующим учебной частью вечернего комвуза, затем заведующим партийным отделением Новосибирского вечернего коммунистического университета имени Ф. Э. Дзержинского, где вскоре был избран секретарём парткома.
С октября 1933 года работал начальником политотдела Родинской МТС Западно-Сибирского края.
В 1935 году был направлен на работу в Доволенский район Новосибирской области, где работал первым секретарём райкома ВКП(б).
С марта по июль 1938 года работал первым секретарём Нарымского окружкома ВКП(б)
С 9 июля 1938 года по 28 января 1940 года работал вторым секретарём Новосибирского обкома ВКП(б)
С 11 января 1940 года по 25 мая 1940 года работал председателем исполнительного комитета Новосибирского областного Совета депутатов трудящихся.
В 1940 году он был выдвинут заместителем народного комиссара заготовок СССР. За самоотверженный труд в годы Великой Отечественной войны, за организацию хлебозаготовок был награждён орденом Отечественной войны I степени и медалью «За доблестный труд в Великой Отечественной войне 1941—1945 гг.».
В феврале 1945 года был откомандирован ЦК ВКП(б) на партийную работу в Курганскую область. 13 марта 1945 года он был избран первым секретарём Курганского областного комитета ВКП(б). Он был избран депутатом Верховного Совета СССР II созыва по Курганскому избирательному округу № 195. Проработав в этой должности до июня 1947 года, принимал энергичные меры по восстановлению хозяйства области, подорванного тяжелейшими военными годами.
15 июня 1947 года снят с работы с формулировкой «как необеспечивший руководства и скомпрометировавший себя недостойным поведением в быту» на основании докладной записки инспектора ЦК ВКП(б) Н. Кузнецова, проверявшего Курганскую парторганизацию: «Шарапов — морально разложившийся работник. Он систематически пьет, не выходя на работу по 2-3 дня подряд… зарекомендовал себя бездельником и лодырем… совершенно не ведет никакой работы с аппаратом…»).
В 1947—1948 гг. — директор Алма-Атинского треста коневодческих заводов.
В 1948—1952 гг. — директор Казахстанского треста конезаводов министерства сельского хозяйства СССР.
Депутат Верховного Совета СССР II созыва.
Умер в 1952 году. Похоронен на Центральном кладбище Алматы.

## Награды и звания
- Орден Отечественной войны I степени
- Медаль «За доблестный труд в Великой Отечественной войне 1941-1945 гг.»